# 오빈
오빈(吳䎙, 1602년 ~ 1685년)은 조선의 문신이다. 본관은 해주(海州). 자는 빈우(賓羽), 호는 농재(聾齋)이다. 벼슬은 지중추부사(知中樞府事)에 이르렀다. 시호는 숙헌(肅憲)이다.

## 생애
1632년(인조 10) 알성문과에 병과로 급제하여 도원찰방(桃源察訪), 원수종사관(元帥從事官), 평안도사(平安都事), 호조정랑(戶曹正郞), 공조 정랑(工曹正郞)이 되었으며, 병조(兵曹)로 들어가서는 춘추 기주관(春秋記注官)을 겸임하였다. 이어 지평(持平), 장령(掌令), 문학(文學)이 되었다. 1644년 서장관(書狀官)으로 연경(燕京)에 다녀온 후 진주목사(晉州牧使)로 나갔고, 통정대부(通政大夫)로 승진하였다.
1650년(효종 1) 강계부사(江界府使)가 되었을 때 인조의 유모(乳媼) 아들인 이신우(李信友)가 인평대군(麟坪大君)의 문서를 가지고 와서 강계부 삼화(蔘貨)의 이권을 빼앗으려 하자 그 문서를 불태우고 이신우를 축출한 일이 화가 되어 유배되었다가 이듬해에 석방되었다.
1662년(현종 3) 오위장(五衛將)을 지내고, 첨지중추부사(僉知中樞府事)와 공조참의(工曹參議)에 제수되었으며 1681년(숙종 7) 가선대부(嘉善大夫) 동지중추부사(同知中樞府事)로 승진하여 총관(摠管)을 겸하였다. 1684년에 장렬왕후(莊烈王后)의 회갑 때 가의대부(嘉義大夫)로 승진하였다. 1685년(숙종 11)에는 추은(推恩)되어 지중추부사(知中樞府事) 겸 총관(摠管)으로 승진하고, 관례를 따라서 기로소(耆老所)에 들어갔다. 그해 9월 자헌대부(資憲大夫)로 졸하니 향년 84세였다. 경기도 양성(陽城)의 선영에 묻혔다. 시호는 숙헌(肅憲)이다.

## 저서
- 『농재집(聾齋集)』

## 가족
- 할아버지 : 경상좌도병마절도사 오정방(吳定邦)
  - 아버지 : 종친부전부(宗親府典簿) 오사겸(吳士謙)
- 외할아버지 : 한성서윤 이집중(李執中)
  - 어머니 : 전주 이씨(全州李氏) - 세종의 6대손
    - 형 : 관찰사(觀察使) 오숙(吳䎘)

  - 처부 : 해풍군(海豊君) 정효준(鄭孝俊)
    - 부인 : 해주 정씨(海州鄭氏)
      - 아들 : 오두헌(吳斗憲)
      - 아들 : 오두선(吳斗宣)